# Nigma linsdalei
Nigma linsdalei är en spindelart som först beskrevs av Chamberlin och Willis J. Gertsch 1958.  Nigma linsdalei ingår i släktet Nigma och familjen kardarspindlar. Inga underarter finns listade i Catalogue of Life.